# La mujer del zapatero (pel·lícula de 1965)
La mujer del zapatero és una pel·lícula de comèdia argentina, dirigida per Armando Bó i protagonirzada per l'actriu Isabel Sarli. Va ser estrenada el 27 de maig de 1965 i està adaptada al guió original de Carlos Galettini. La pel·lícula va ser filmada en part, a l'Estació San Vicente i a la ciutat homònima.

## Sinopsi
Lina s'entrega sexualment al sabater del poble pertal de saldar el deute del seu marit.

## Repartiment
- Isabel Sarli com Lina Vda de Bonifacio
- Pepe Arias com Valentín, el zapatero
- Pepita Muñoz com Chusma 2
- Roberto Blanco com Bermúdez, el estanciero
- Vicente Forastieri com Marcarián, el turco
- Fidel Pintos com Cobrador
- Semillita
- Juan Pitrau
- Enrique Belluscio
- Adelco Lanza com Manolo, el mucamo
- Josefina Daniele com Chusma 1
- Salvador Fortuna
- Miguel Paparelli
- Héctor Mango
- Lisardo García Tuñón com Comprador Alto con boina.
- Emilio Urdapilleta
- Alejandro Zelaya
- Roberto Mango
- Hilda de Pérez
- Armando Bó
- Luis Alberto del Paraná